# Metangela fasciata
Metangela fasciata är en tvåvingeart som beskrevs av Franz Lengersdorf 1926. Metangela fasciata ingår i släktet Metangela och familjen sorgmyggor. Inga underarter finns listade i Catalogue of Life.